# Sensille

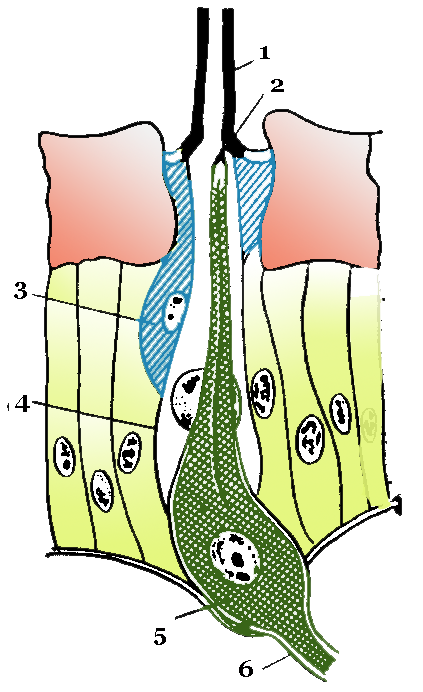
Sensilles trichoïdes des arthropodes

Une sensille est une structure cuticulaire chez les insectes et autres arthropodes, qui a un rôle sensoriel. Les sensilles peuvent prendre des formes variées (soies, plaques, cavités…). Elles abritent des neurones sensoriels (mécanorécepteurs, chimiorécepteurs,) qui assurent la détection des stimuli (odeurs, goûts, chaleur, humidité…). Ces neurones sont connectés au système nerveux de l'insecte.
Les sensilles sont nombreuses sur les organes des sens (antennes, palpes…), mais se trouvent aussi sur tout le corps de l'insecte, comme sur les pattes. Ainsi, lorsqu'une mouche se pose sur de la nourriture, elle sait immédiatement si celle-ci lui convient ou pas.

## Sensilles campaniformes
Le mot campaniforme signifie que ce sont des structures en forme de cloche de Pâques. Les sensilles campaniformes se trouvent à la base des haltères des insectes (diptères, strepsiptères). Les haltères, en vibrant, tendent à maintenir leur plan de vibration et, si le corps de l'insecte tourne ou change de direction en vol, une force de torsion se développe, que l'animal détecte. Ces sensilles sont des mécanorécepteurs. Quand l'exosquelette se plie, la force résultante la stimule. Un signal nerveux est produit et est alors transmis vers le système nerveux central.

## Sensilles de l'odorat et du goût
Ces sensilles ont une surface recouverte de mucus, dans lequel se trouvent des enzymes excrétées, notamment des enzymes libérant les récepteurs neuronaux de leurs molécules excitatrices.
Ce sont ces sensilles que bloquent des produits comme le DEET, un répusif anti-moustique.